# یوری کووال
یوری گریگوروویچ کووال ( اوکراینی: Юрій Григорович Коваль؛ زادهٔ ۲۹ آوریل ۱۹۵۸ در دیلیجان) بازیکن فوتبال بازنشسته در پست هافبک و مربی فوتبال ارمنی‌تبار اهل اوکراین است.

## باشگاهی

### به عنوان بازیکن
از باشگاه‌هایی که در آن بازی کرده‌است می‌توان به باشگاه فوتبال شاختار اولکساندریا اشاره کرد.

### به عنوان مربی
از باشگاه‌هایی که در آن مربی‌گری کرده‌است می‌توان به باشگاه فوتبال زوریا لوهانسک و باشگاه فوتبال کریفباس کریفیی ریه اشاره کرد.

## زندگی‌نامه
وی در ۲۹ آوریل ۱۹۵۸ ‏در دیلیجان به دنیا آمد.